# 広島県立西条農業高等学校
広島県立西条農業高等学校（ひろしまけんりつ さいじょうのうぎょうこうとうがっこう）は、広島県東広島市鏡山三丁目にある県立農業高等学校。
通称は「西農」（さいのう）だが、地元の年配者には「農学校」の愛称で呼ばれ、園芸科、畜産科、生活科、食品科学科、農業機械科、生物工学科、緑地土木科の7学科からなり、環境教育にも力を入れている。また県内各地から生徒が集まるため、寄宿舎「みどり寮」もある。

## 特色
実業高校ではあるが、例年、卒業生の約半分は、四年制大学に進学する。特に、農学系に関しては、東京六大学や国公立大学を中心に指定校推薦入試による進学者が多い。
スポーツではハンドボール部や陸上部や野球部、馬術部、合気道部、空手道部が著名で全国大会にもしばしば出場している。
文化部では吹奏楽部が第48回広島県吹奏楽コンクール高校小編成部門において西農の歴史上初の金賞を受賞した。その他にも自然科学部が学会でしばしば優秀賞や最優秀賞を受賞することもある。
また文化祭の時には校内の農園で出来た農作物や苗などを廉価で販売することで地元との結びつきも強い。

## 沿革
- 1910年 - 広島県立西条農学校として開校。（西条町1049の1）当時の校地は現在の東広島市役所周辺
- 1935年 - 校歌が制定される。
- 1948年 - 広島県西条農業高等学校と改称。校章制定。
- 1949年 - 県立学校再編成のため、広島県賀茂高等学校と統合し、広島県西条高等学校として編成される。
- 1953年 - 広島県西条農業高等学校に再改称。普通科と家政科の2学科は広島県賀茂高等学校として再編成される。
- 1959年 - 第10回全国高等学校駅伝に初出場し、初優勝を飾る。
- 1968年 - 広島県立西条農業高等学校に改称。
- 1970年 - 旧所在地から現所在地に移転。新校舎（旧校舎1号館・2号館）竣工。
- 1980年 - 広島県教育賞を受賞。
- 1988年 - 第60回選抜高等学校野球大会に初出場。
- 1988年 - 造園科と農業土木科を統合し緑地土木科を設置。生物工学科を新設。
- 1991年 - 第73回全国高等学校野球選手権大会（夏の甲子園）に初出場。
- 1993年 - 第75回全国高等学校野球選手権大会に出場。
- 2001年 - 芸予地震により、校舎に多数の被害が出る（この時に旧校舎建設時の「手抜き」が発覚）。1号館と2号館を新たに建て替えることとなる。
- 2002年 - 新校舎（現校舎1号館(普通教室・事務室棟)・2号館(特別教室・生活科棟)）完成。
- 2003年 - 新校舎（現校舎1号館・2号館）落成。
- 2003年 - 女子陸上部が全国高等学校女子駅伝に初出場。
- 2004年 - 女子陸上部が全国高等学校女子駅伝に2度目の出場。
- 2007年 - 日本学校農業クラブ全国大会・第58回広島大会の大会事務局（運営・幹事）となる。
- 2010年 - 5月8日で創立100周年となる。
- 2018年 - 馬術部が全日本高等学校馬術競技大会中四国予選大会で優勝。全日本高等学校馬術競技大会で3位となる。
- 2021年 - 馬術部が全日本高等学校馬術競技大会中四国予選大会で優勝。全日本高等学校馬術競技大会で3位となる。

## 校訓
「創造」「実践」「育命」

## 校風
- 「時間厳守」「整理整頓」「挨拶励行」…西農三訓（さいのうさんくん）と呼ばれる。
  - 時間厳守…10分前行動開始・5分前完了
  - 整理整頓…身の回りの物をきちんと整理し管理する。
  - 挨拶励行…すれ違った人には必ず挨拶を礼儀正しくする。

### 学科（括弧内の表記は各学科の英語表記の頭文字）
すべて全日制
- 園芸科（A科）
- 畜産科（Z科）
- 生活科（D科）
- 食品科学科（F科）
- 農業機械科（M科）
- 生物工学科（B科）
- 緑地土木科（L科）（旧:造園科・農業土木科）

## 部活動
スポーツ部
- 陸上駅伝部
- 野球部
- ソフトテニス部
- ハンドボール部
- 卓球部
- バスケットボール部
- バドミントン部
- バレーボール部
- 空手道部
- 弓道部
- サッカー部
- 馬術部
- 剣道部
- 合気道部

文化部
- 美術部
- 吹奏楽部
- 生活芸術部
- 自然科学部
- 放送部
- 新聞文芸部
- JRC（青少年赤十字奉仕団）
- 写真部
- アニメーション部
- 太鼓部（次郎丸太鼓）

## 学期
1学期・2学期・3学期からなる3学期制が採用されている。

## アクセス
JRバス中国「西条農高前」バス停がある。
- 西条線（黒瀬方面）：西条駅方面（JR山陽本線） - 西条農高前 - 黒瀬・呉駅（JR呉線）方面
- バス停は呉方面乗り場が国道375号沿いにあり、西条駅方面乗り場が高校の敷地内にある。
- JR西条駅バス停7番乗り場からバスで約15分、徒歩で約45分
- オープンスクールなどの行事日には西条駅から臨時便又は増発便を出す場合もあり。
- 山陽新幹線 東広島駅から徒歩で約30分

## 著名な出身者
- 礒部公一（元プロ野球選手捕手、外野手・野球指導者・野球解説者・YouTuber・第73回全国高等学校野球選手権大会出場）
- 小早川幸二（元プロ野球選手・投手）
- 清水康次（元陸上選手・現NTT西日本陸上競技部監督・陸上競技指導者）
- 新宅雅也（元陸上選手・陸上競技指導者）
- 渡邊裕子（元陸上選手、元エディオン所属）

## 周辺施設
- 広島大学
- 広島県立障害者リハビリテーションセンター
- 広島県立西条特別支援学校